# New England 200 1995
New England 200 1995 var ett race som var den femtonde deltävlingen i PPG IndyCar World Series 1995. Racet kördes den 20 augusti på New Hampshire Motor Speedway i Loudon, New Hampshire. André Ribeiro tog en skrällseger, efter att dessutom ha tagit pole position, samtidigt som Jacques Villeneuve kunde fira att i stort sett ha säkrat titeln, beroende på en överklagan angående Al Unser Jr.:s vinst i Portland.

## Slutresultat
| Plats | Förare                | Team                     | Grid | Kvaltid |
| ----- | --------------------- | ------------------------ | ---- | ------- |
| 1     | André Ribeiro         | Tasman Motorsports       | 1    | 21,466  |
| 2     | Michael Andretti      | Newman/Haas Racing       | 9    | 22,093  |
| 3     | Al Unser Jr.          | Marlboro Team Penske     | 17   | 22,359  |
| 4     | Jacques Villeneuve    | Team Green               | 15   | 22,302  |
| 5     | Emerson Fittipaldi    | Marlboro Team Penske     | 16   | 22,346  |
| 6     | Jimmy Vasser          | Chip Ganassi Racing      | 6    | 22,010  |
| 7     | Gil de Ferran         | Jim Hall Racing          | 8    | 22,048  |
| 8     | Christian Fittipaldi  | Walker Racing            | 5    | 21,830  |
| 9     | Robby Gordon          | Walker Racing            | 4    | 21,795  |
| 10    | Bobby Rahal           | Rahal-Hogan Racing       | 20   | 22,425  |
| 11    | Maurício Gugelmin     | PacWest Racing           | 7    | 22,022  |
| 12    | Teo Fabi              | Forsythe Racing          | 2    | 21,498  |
| 13    | Eliseo Salazar        | Dick Simon Racing        | 25   | 23,041  |
| 14    | Alessandro Zampedri   | Payton/Coyne Racing      | 19   | 22,375  |
| 15    | Juan Manuel Fangio II | PacWest Racing           | 12   | 22,178  |
| 16    | Carlos Guerrero       | Dick Simon Racing        | 22   | 22,700  |
| 17    | Raul Boesel           | Rahal-Hogan Racing       | 13   | 22,252  |
| 18    | Eddie Cheever         | A.J. Foyt Enterprises    | 18   | 22,371  |
| 19    | Bryan Herta           | Chip Ganassi Racing      | 11   | 22,153  |
| 20    | Marco Greco           | Galles Racing            | 21   | 22,562  |
| 21    | Buddy Lazier          | Project Indy             | 23   | 22,819  |
| 22    | Hiro Matsushita       | Arciero-Wells Racing     | 26   | -       |
| 23    | Paul Tracy            | Newman/Haas Racing       | 14   | 22,256  |
| 24    | Scott Pruett          | Patrick Racing           | 3    | 21,506  |
| 25    | Stefan Johansson      | Bettenhausen Motorsports | 24   | 22,827  |
| 26    | Adrián Fernández      | Galles Racing            | 10   | 22,097  |